# Santiago Abascal
Santiago Abascal Conde (* 14. dubna 1976 Bilbao) je španělský pravicový politik, zakladatel a předseda strany Vox. Od roku 2019 je poslancem Kongresu za Madridské společenství. V letech 1994–2013 byl členem španělské Lidové strany (PP).

## Život
Abascal se narodil v Bilbau v Baskicku, jeho otec byl významný politik Lidové strany Santiago Abascal Escuza a jeho dědeček byl Manuel Abascal Pardo, starosta města Amurrio v letech 1963–1979. Jako politicky exponovaná čelila jejich rodina výhrůžkám ze strany baskické teroristické organizace ETA. Vystudoval jezuitskou univerzitu v Deustu.
V roce 1994 vstoupil do Lidové strany, v letech 1999–2007 byl radním v Llodiu, v letech 2004–2009 byl regionálním poslancem v Baskicku. Esperanza Aguirrová, předsedkyně Madridského společenství, mu v roce 2010 nabídla místo v úřední správě madridského regionu, kde Abascal setrval do roku 2013. V témže roce opustil Lidovou stranu a v roce 2014 pomáhal založit stranu Vox. Po neúspěchu ve volbách do Evropského parlamentu v roce 2014 a následných stranických rozepřích se stal 20. září 2014 předsedou strany.
V roce 2019 strana Vox získala zastoupení ve španělském Kongresu i Evropském parlamentu, kde působí ve frakci Evropských konzervativců a reformistů. Fenomenální úspěch zaznamenala strana v regionálních volbách v Andalusii v roce 2018. V Baskicku a Katalánsku byly volební mítinky Voxu napadeny extremisty, Vox se totiž silně staví proti jakýmkoliv separatistickým tendencím ve Španělsku.

## Politické názory a postoje
Abascal prosazuje omezení masové migrace, stavbu zdí kolem španělských enkláv Ceuta a Melilla, omezení výuky islámu a posílení národního sebevědomí. Staví se proti katalánskému nacionalismu. Po ekonomické stránce podporuje odkaz Josého María Aznara, premiéra z let 1996–2004, a zastává liberálně-konzervativní ekonomické postoje s důrazem na snižování veřejných výdajů. V roce 2022 podpořil přijetí ukrajinských uprchlíků a obvinil socialistickou vládu Pedra Sáncheze ze spolupachatelství ruské agrese.

## Osobní život
V roce 2002 se oženil s Anou Belén Sánchezovou, se kterou měl dvě děti, rozvedli se v roce 2018, kdy si Abascal vzal blogerku Lidii Bedmanovou. S Bedmanovou má rovněž dva potomky. Abascal je členem Španělské ornitologické společnosti a členem konzervativní organizace HazteOír. Jelikož mu byl pro jeho politickou činnost a názory vyhrožováno, je držitelem zbraně pro osobní obranu.